# Тролінг (рибальство)

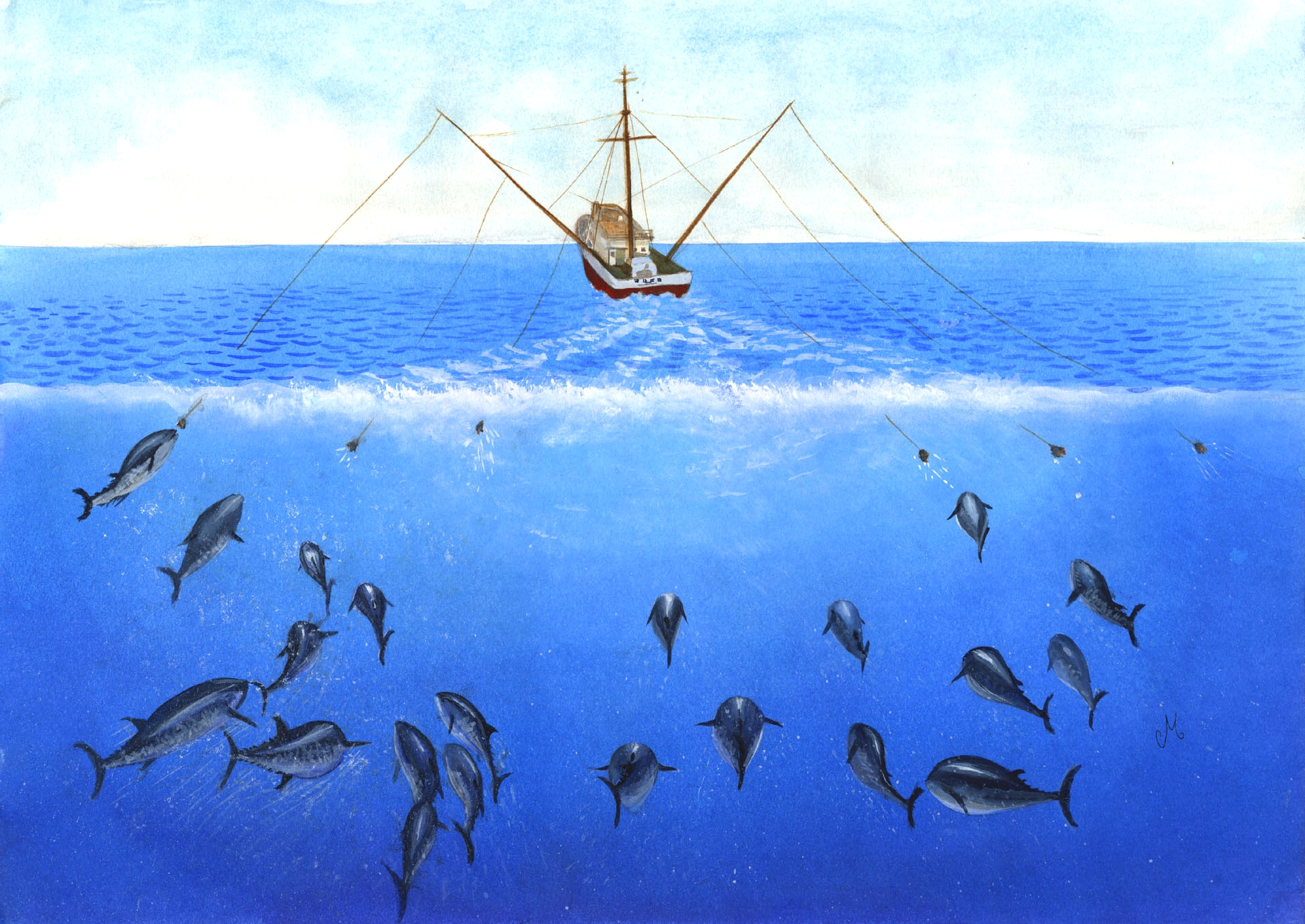
Тролінг на човні з аутригерами

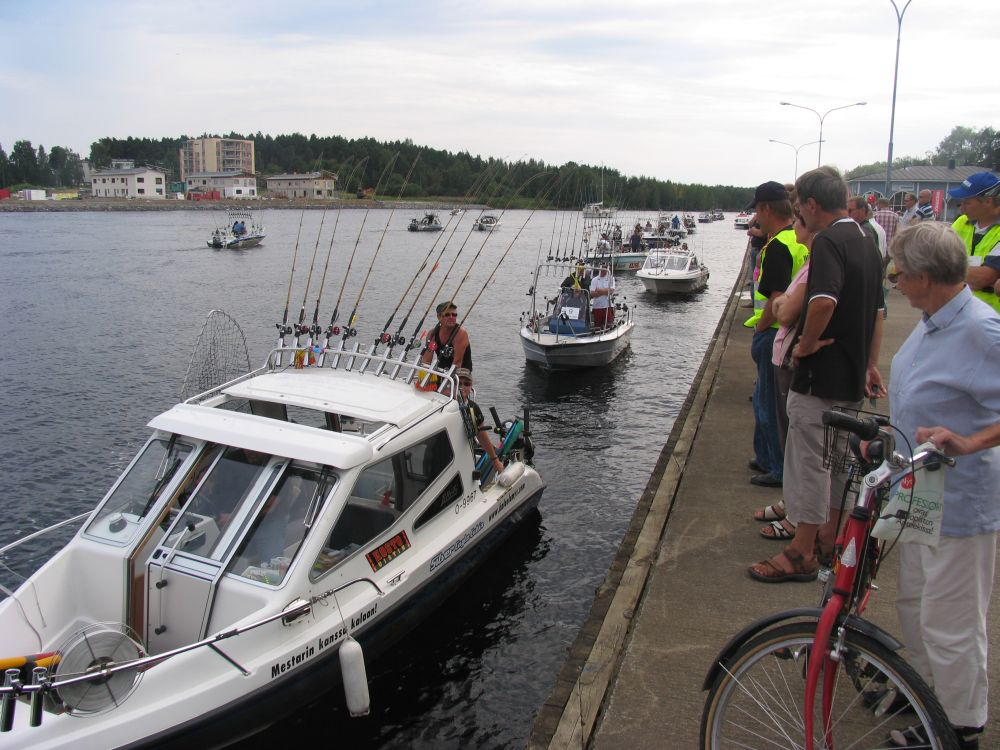
Човен споряджений для тролінгу

Тролінг — спосіб риболовлі, який полягає у протягуванні снастей з приманкою по воді за допомогою моторизованого плавзасобу. Використовується для лову пелагічних риб, таких як лосось, скумбрія, тунець. Тролінг може використовуватись як для комерційного так і для аматорського рибальства.

## Обладнання човна
Швидкість, з якою приманка протягується через воду, впливає на успіх риболовлі. Оптимальна швидкість тролінгу залежить від виду риби, погодних умов, пори року тощо. З цієї причини на плавзасобах для тролінгу зазвичай встановлюють два двигуни — один потужний та швидкісний для того, щоб дістатися до району рибальства,інший невеликий малопотужний, який може точно регулювати швидкість.
На човнах зазвичай встановлюють кілька снастей поруч. Для їх фіксування на кормі встановлюється тримач вудилищ (англ. holder). Для того щоб не волосінь цих снастей не заплутувалась, чітко заглиблювалась на потрібну глибину, встановлюється спеціальне спорядження — аутригери (англ. outrigger) та даунригери (англ. downrigger).
Аутригери — довгі жердини, встановлені по боках човна під кутом до поверхні моря. На кожну жердину закріплено кілька волосінь з приманками. Це дозволяє по-перше зменшити ймовірність заплутування снастей, по-друге імітувати приманкою не поодиноку рибу, а зграйку, яка краще приваблює хижу рибу. 
Даунригери — пристрої призначені для заглиблення приманки на необхідну глибину. Це пристрій зі металевою штангою, сталевим тросом, важким свинцевим грузилом вагою кілка кілограмів та лебідкою, яка приводиться в дію руками або електродвигуном. Використання даунригера може бути небезпечним. Багато внутрішніх водойм можуть містити затоплені дерева та інші великі важкі предмети під поверхнею. Коли грузило чіпляється за такий корч та при цьому дує сильний вітер, це може призвести до перекидання легкого човна.
Ехолоти та сонари використовуються для визначення глибини та виявлення риби.
Існують також пристрої, які призначені для розповсюдження приманок подалі від рибальського судна та корегування напряму їх руху.

## Снасті для тролінгу
Для тролінгу використовуються міцні потужні снасті, оскільки впіймана риба може важити кількасот кілограмів. Вудилища для морського тролінгу зазвичай мають довжину до 3 м та здатні витримувати навантаження до 130 фунтів. На вудилища встановлюють мультиплікаторні котушки особливого класу. Волосінь як правило плетена з кількох ниток, її діаметр може становити до 4 мм при запасі в кілька сотень метрів, а іноді до кілометру.
У ролі приманок зазвичай використовуються металеві воблери з довжиною до 250 мм, розраховані на високі швидкості проводки, або октопуси (приманки які імітують кальмарів, зроблені з пластику), на які іноді додатково насаджується жива рибка, призначені для повільної проводки. Іноді у якості приманки використовують живця.
Крім приманок з гачками у воду можуть занурюватись приманки без гачка для імітування зграйки риб, яка приваблює хижаків.

## Техніка лову
Точне місце лову при морському тролінгу вказати складно, так як воно пов'язане зі звичками морських хижаків, які завжди активно шукають здобич і при цьому переміщуються на великі відстані. Варто відзначити, що за тією ж здобиччю полюють і птахи, тому вибираючи місце можна дивитися на їх поведінку, вони майже завжди знаходяться там, де є зграя риби. Саме тут і варто пробувати зловити хижака, рухаючись на катері навколо зграї птахів, що полюють.
Приманку відпускають якнайдалі від катера, оптимальним вважається проводка, коли наживка рухається на відстані в сотню метрів від корми. Ближче проводити не варто, так як великі хижаки обережні, і звук двигуна човна разом з шумом розсікання води при русі зі швидкістю від 2 до 8 вузлів їх відлякує.
Швидкість визначається типом наживки, вона максимальна при риболовлі на воблер (до 10 вузлів) і знижується до 2-3 вузлів при лові на мертву рибку. У будь-якому випадку потрібно враховувати гідродинамічні характеристики блешні або воблера, які не повинні закручуватися або рухатися якимось непередбачуваним способом, що як раз і пов'язане зі швидкістю.
Рекомендована швидкість зазвичай вказується в інструкціях до блешні, однак для отримання позитивних результатів потрібно мати практичні навички. Якщо оптимальна швидкість відома, то при її досягненні наживка сама встановлюється на необхідній глибині, рухається там стабільно і не вимагає будь-якого втручання. При глибинному тролінгу в обов'язковому порядку застосовують даунригери та інші пристрої для заглиблення, без яких неможливо опустити блешню на потрібну глибину.
Вудилище не рекомендують тримати в руках, краще встановити його в спеціальний утримувач, оскільки клювання навіть середнього за розмірами хижака несподіване і сильне, і рибалка разом зі спінінгом може легко опинитися за бортом. Дуже важливо правильно налаштувати фрикціон. Робиться це так, щоб навіть при незначному навантаженні на лісці та вільно сходила з котушки, даючи час і можливість в потрібний момент зробити підсікання. Після клювання виконується підсікання, і рух катера припиняється. Після цього потрібно без ривків підвести рибу до борту. Коли риба виявиться біля борту, її багрять або витягують підсакою.